# Nikolaus Babel

Unterschrift des „Niklas Babl“

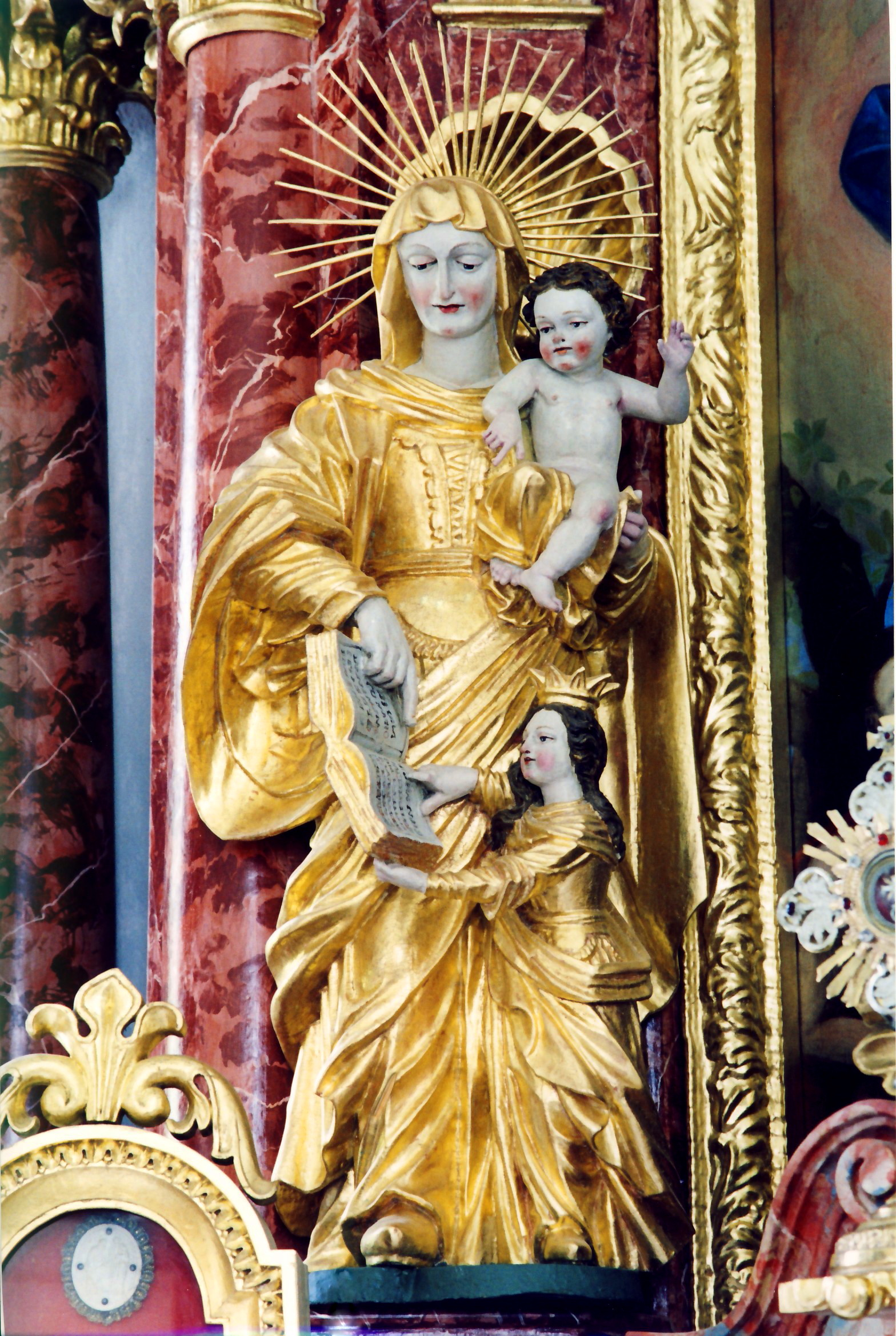
Hl. Anna Selbdritt in der Kapelle St. Leonhard in Tannheim-Kienzen

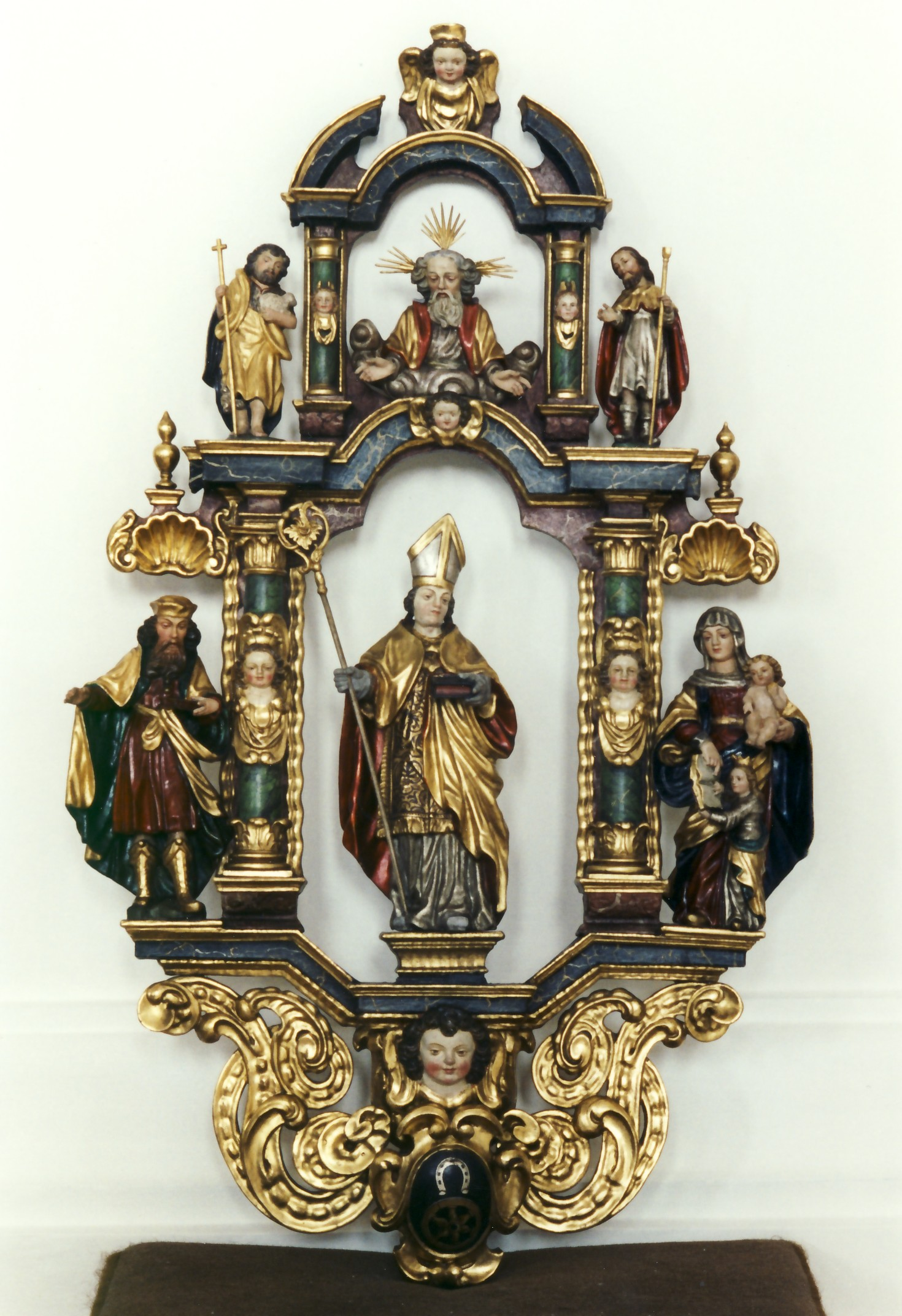
Zunftstange der Hufschmiede und Wagner in der Pfarrkirche Nesselwang

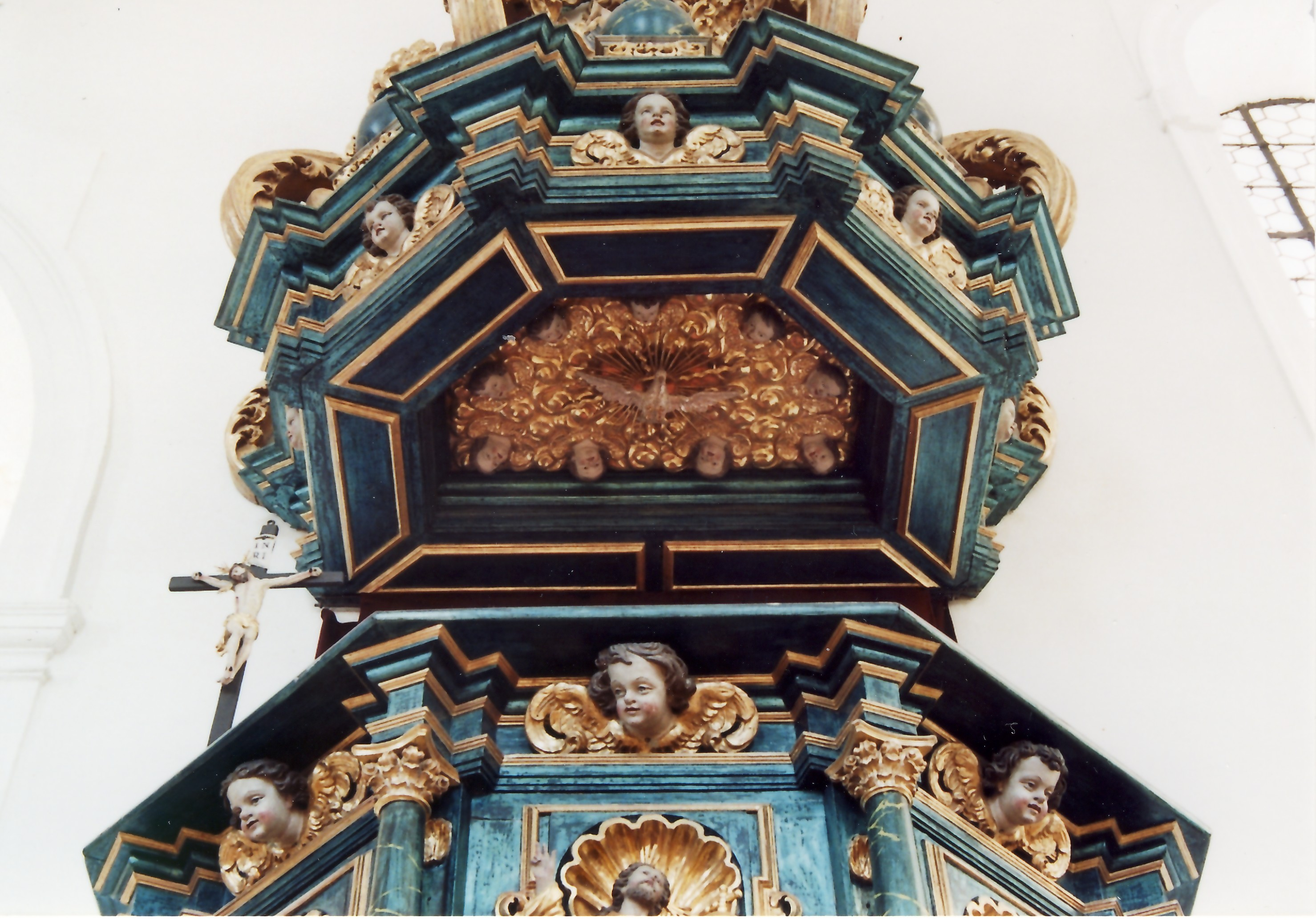
Kanzel in der Pfarrkirche Mariä Himmelfahrt in Vils/Tirol (Detail)

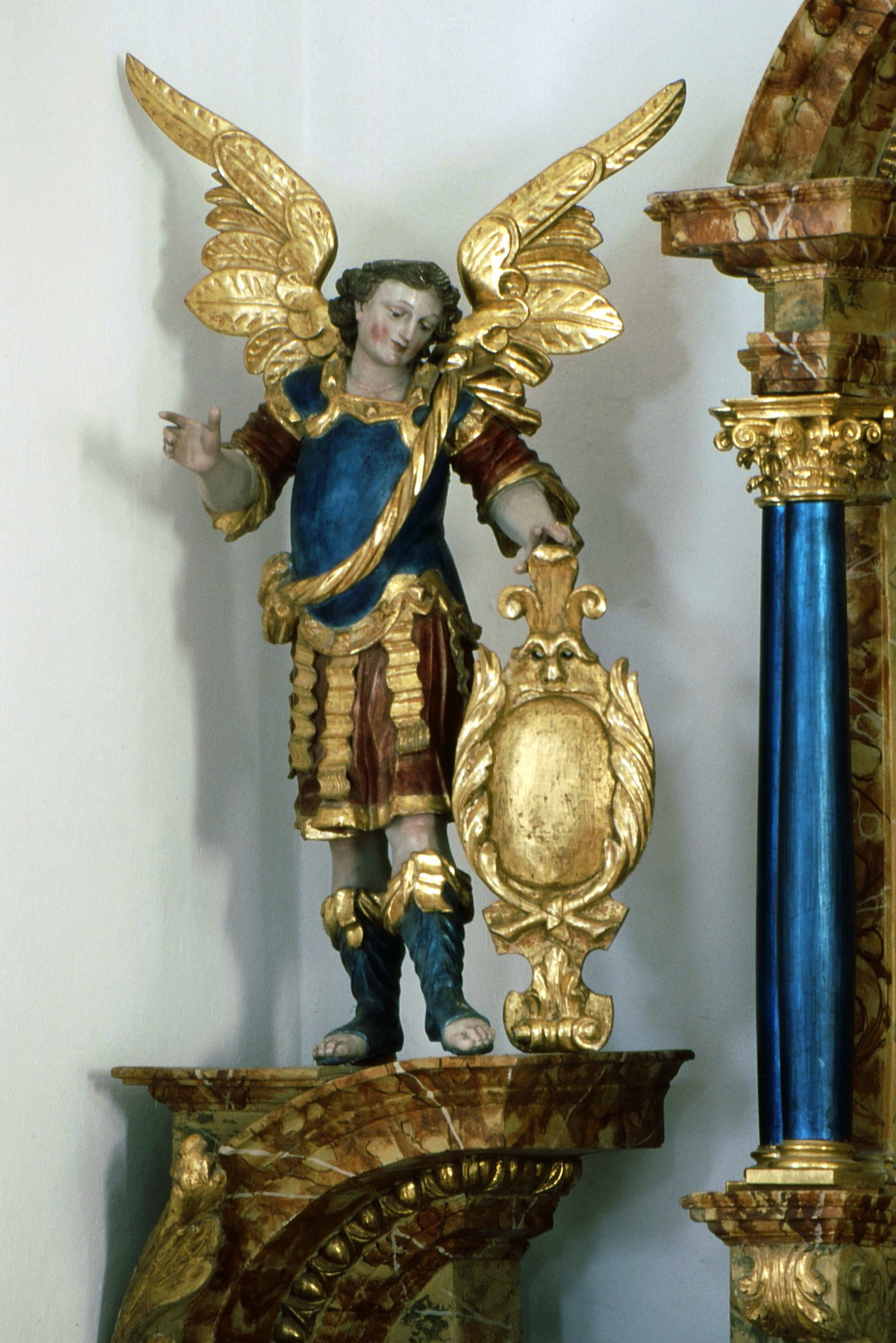
Engel in der Pfarrkirche von Vils

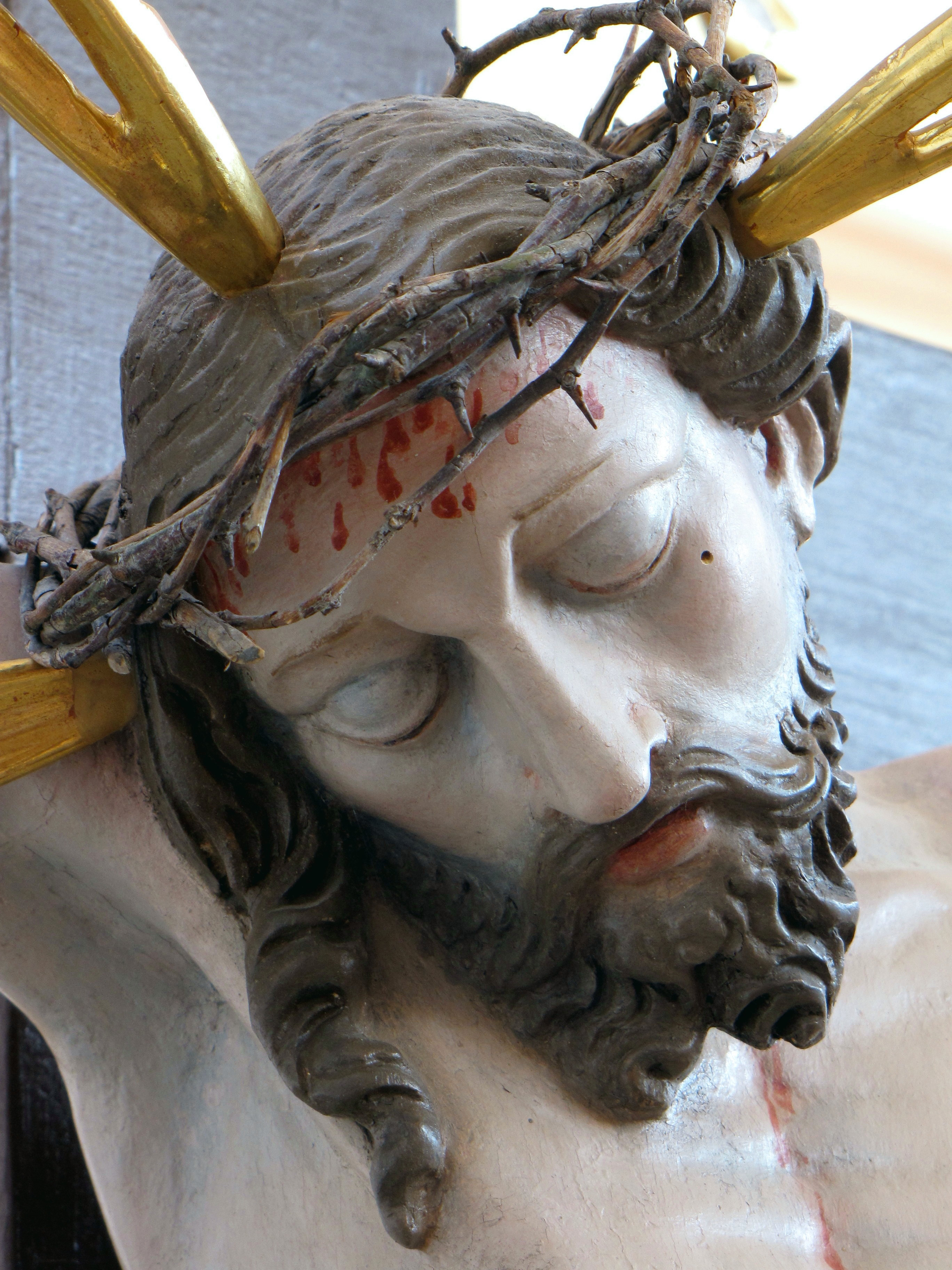
Kruzifixus (Detail) in der Kirche von Pinswang

Nikolaus Babel (* 15. November 1643 in Pfronten-Dorf; † 3. Mai 1728 ebenda) war mit seiner Pfrontener Werkstatt gut 50 Jahre lang, von etwa 1670 bis 1720, führend im Bau von Altarwerken im südlichen Allgäu. Auch im benachbarten Tiroler Außerfern fanden die Arbeiten Babels weite Verbreitung.

## Leben
Nikolaus Babel kam als jüngster Sohn des begüterten Schreiners Peter Babel (1601–1691) in Pfronten-Dorf zur Welt. Der Vater galt schon als „berühmter Meister“. Zwei ältere Brüder, Hans (vor 1636–1719) und Andreas (1636–1695), wurden ebenfalls Schreiner und betrieben ihre Werkstätten in Pfronten. Allem Anschein nach waren auch sie bei entsprechendem Bedarf an den Schreinerarbeiten beteiligt, die ihrem Bruder als Unternehmer übertragen wurden.
Erste Unterweisungen im Kistlerhandwerk dürfte Nikolaus in der väterlichen Werkstatt erhalten haben. Eine Lehre als Bildhauer, so ist anzunehmen, absolvierte er bei dem in Pfronten ansässigen Martin Schneider (um 1608–1664), für den seinerseits ab 1624 eine Ausbildung bei Sebastian Guggenbichel in Dillingen belegt ist. Schneider arbeitete bereits eng mit Peter Babel zusammen und fertigte Figuren für dessen Altarbauten. Um 1672 kehrte Nikolaus Babel nach Beendigung seiner Gesellenwanderung wieder nach Pfronten zurück. Am 2. April 1674 heiratete er die aus dem Montafon stammende Anna Paal (sieben Kinder aus dieser Ehe von 1675 bis 1683). Spätestens zu diesem Zeitpunkt übernahm er auch die väterliche Werkstatt. Nach dem frühen Tod seiner Frau Anna (am 16. Februar 1684) schloss Nikolaus schon am 17. April 1684 eine zweite Ehe mit Katharina Schraudolph aus Oberstdorf (acht weitere Kinder von 1685 bis 1699). Ein Sohn – Joseph, 1680 geboren – wurde ebenfalls Bildhauer, verließ jedoch Pfronten im Jahr 1701 und weilte einem Briefprotokoll zufolge 1731 noch in der Fremde.
In Pfronten bekleidete Nikolaus Babel wichtige Ehrenämter. Lange Zeit war er Heiligenpfleger und Pfarrgerichtsmann in seiner Heimatgemeinde, zweimal wurde er zum Pfarrhauptmann (= Bürgermeister) gewählt.
Wie schon sein Vater, so erreichte auch Nikolaus Babel ein hohes Alter. Er starb fast 85 Jahre alt.

## Werk
Babel bezeichnete sich selbst als „Tischler und bildthauer“. Im Urbar von Weißensee erscheint er hingegen als „Bildhauer und Zieratschneider“. Tatsächlich war er ein Meister der Dekorationskunst. Dies wird an einem seiner erhaltenen Hauptwerke, dem Skapulieraltar in der Pfarr- und Wallfahrtskirche Maria Rain, besonders deutlich. Von der Anlage und vom guten Maß her wirken die Babel-Altäre zeitlos. Das hat manche von ihnen – freilich jedoch nicht alle – vor der Vernichtung bewahrt.
Die Qualität seiner Altarfiguren wird allerdings sehr unterschiedlich beurteilt. Am zutreffendsten ist wohl diese Beschreibung: „Bemerkenswert ist seine anmutige Figurenbildung, die vor allem Putten und Engeln einen vornehmen Liebreiz fern jeglicher Süßlichkeit verleiht.“ Ihr Erscheinungsbild macht Babels Figuren fast unverkennbar, so dass Zuschreibungen an ihn als sicher gelten dürfen. Schwierig ist hingegen oft die Datierung. Ein chronologisch angeordnetes Werkverzeichnis lässt sich deshalb nicht aufstellen. Soweit bekannt, wird das Entstehungsdatum jedoch angegeben. Wegen der überaus großen Zahl von mittlerweile identifizierten Babel-Arbeiten ist es nur möglich, die Standorte der wichtigsten Werke aufzuführen. Bei den genannten Altarbauten stammten in aller Regel auch sämtliche Figuren, Verzierungen und oft sogar auch die geschnitzten Altarleuchter aus der Babel-Werkstatt.
- Bad Hindelang: Kapelle St. Silvester in Gailenberg: Altar
- Zunftkirche Bichlbach hl. Josef in Tirol: Zwei Bet-Beichtstühle und mehrere Einzelfiguren, um 1710
- Eisenberg: Pfarrkirche St. Mauritius in Zell: drei Altäre
- Füssen: Filialkirche Unserer Lieben Frau am Berg: drei Altäre, um 1685 – Filialkirche St. Sebastian: Hochaltar, datiert 1696
- Görisried: Kapelle St. Sebastian in Wildberg: drei Altäre, um 1717 (?); Kreuzigungsgruppe

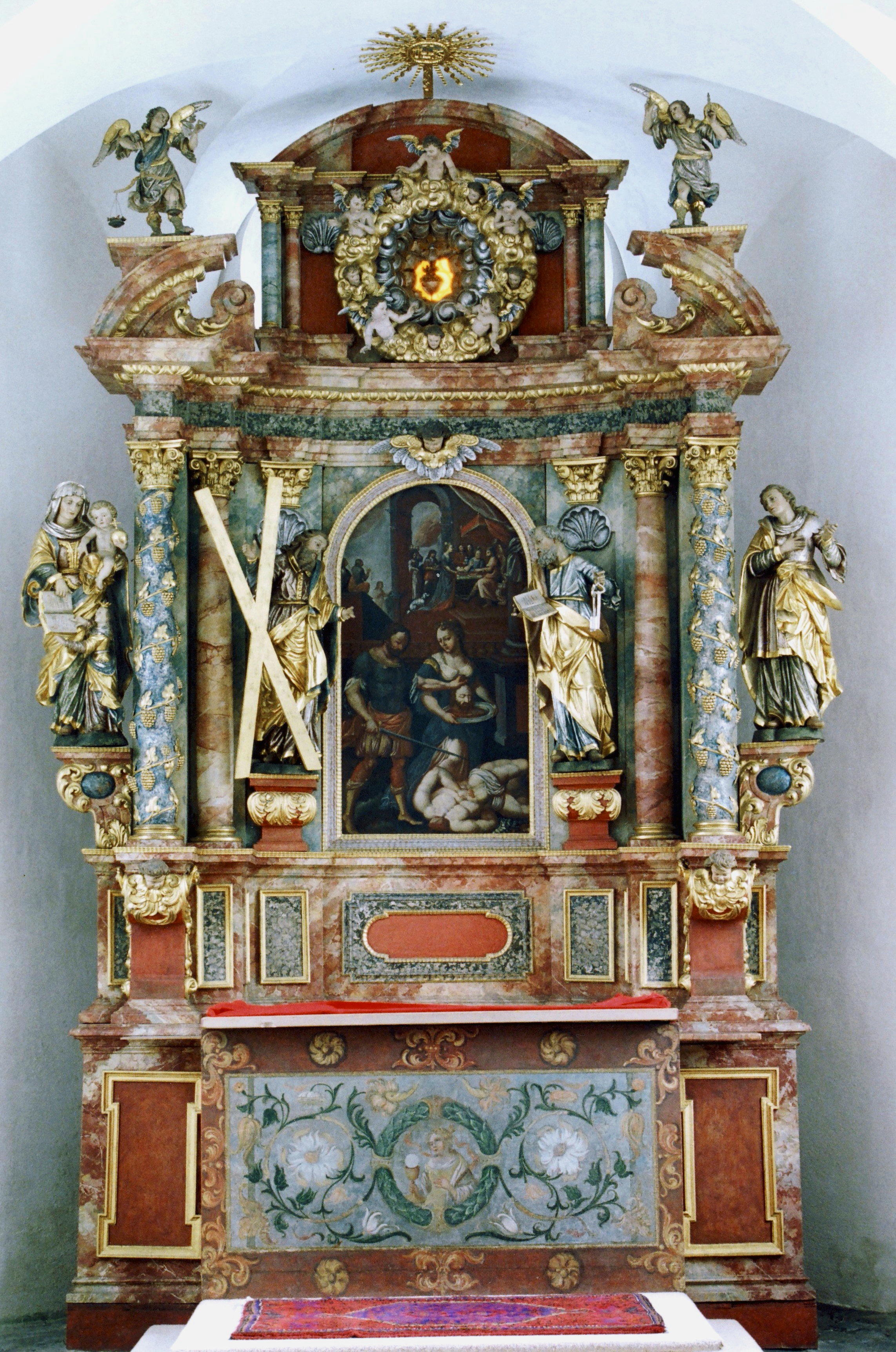
Altar in der Filialkapelle in Wank bei Nesselwang

- Grän/Tirol: Kapelle zum hl. Jakob in Haldensee: Choraltar – Michaelskapelle in Lumberg: Choraltar
- Hopfen am See am See: Pfarrkirche St. Peter und Paul: drei Altäre
- Immenstadt: Pfarrkirche St. Otmar in Rauhenzell: Südlicher Seitenaltar 1695/96, archivalisch belegt. Figuren und Verzierungen am Hochaltar 1694, archivalisch belegt. Schnitzputten auf dem Kanzeldeckel
- Maria-Rain: Pfarr- und Wallfahrtskirche: Skapulieraltar, um 1707
- Nesselwang: Pfarrkirche St. Andreas: drei Altäre (archivalisch belegt 1703/06, nicht erhalten); drei Zunftzeichen, um 1680; mehrere Einzelfiguren, darunter eine Kreuzigungs- und eine Taufgruppe – Kapelle St. Joseph in Gschwend: Altar, Kreuzigungsgruppe – Kapelle St. Johann Baptist in Wank: Altar, um 1706 – Wallfahrtskirche Maria Trost: mehrere Figuren – Kapelle Kreuzerhöhung in Thal: Ecce Homo, 1711; zwei Schächer, 1706
- Oberjoch: Kapelle St. Jakob: Hochaltar
- Oberstdorf: Josefskapelle: zwei Seitenaltäre 1684/85 – Burgkirche in Schöllang: Hochaltar, 1681
- Oy-Mittelberg: Pfarrkirche St. Michael in Mittelberg: Altar, 1676/77 (nicht erhalten), Stuhlwangen, Leuchter, mehrere Figuren (zum Teil im Pfarrhof verwahrt) – Filialkirche Hl.-Drei-König in Bachtel: Hochaltar – Filialkirche St. Wolfgang in Haslach: zwei Seitenaltäre
- Pfronten: Pfarrkirche St. Nikolaus: mehrere Altäre 1681 bis 1687, archivalisch belegt, nicht erhalten; Kanzel 1705/06, archivalisch belegt; zwei Beichtstühle 1723/24, archivalisch belegt, nicht erhalten – Kapelle Maria Hilf in Meilingen: Hochaltar 1686/87, archivalisch belegt; zwei Seitenaltäre um 1690 – Kapelle St. Johannes Evangelist in Röfleuten: drei Altäre 1703
- Sulzberg: Pfarrkirche St. Otmar in Ottacker: Altäre (nicht erhalten), mehrere Figuren
- Tannheim/Tirol: Kapelle St. Leonhard in Kienzen: Choraltar und Kruzifixus
- Stadtpfarrkirche Vils Mariä Himmelfahrt in Tirol: Vier Altäre (Hochaltar nicht erhalten); Kanzel um 1714(?); eine größere Anzahl von Einzelfiguren, z. T. verwahrt
- Wertach: Kapelle St. Franz Xaver in Hinterreute: Hochaltar, um 1710
- Zöblen/Tirol: Expositurkirche zum hl. Josef: Altar (nicht erhalten), mehrere Figuren